# Dzwonkówka (Beskid Sądecki)

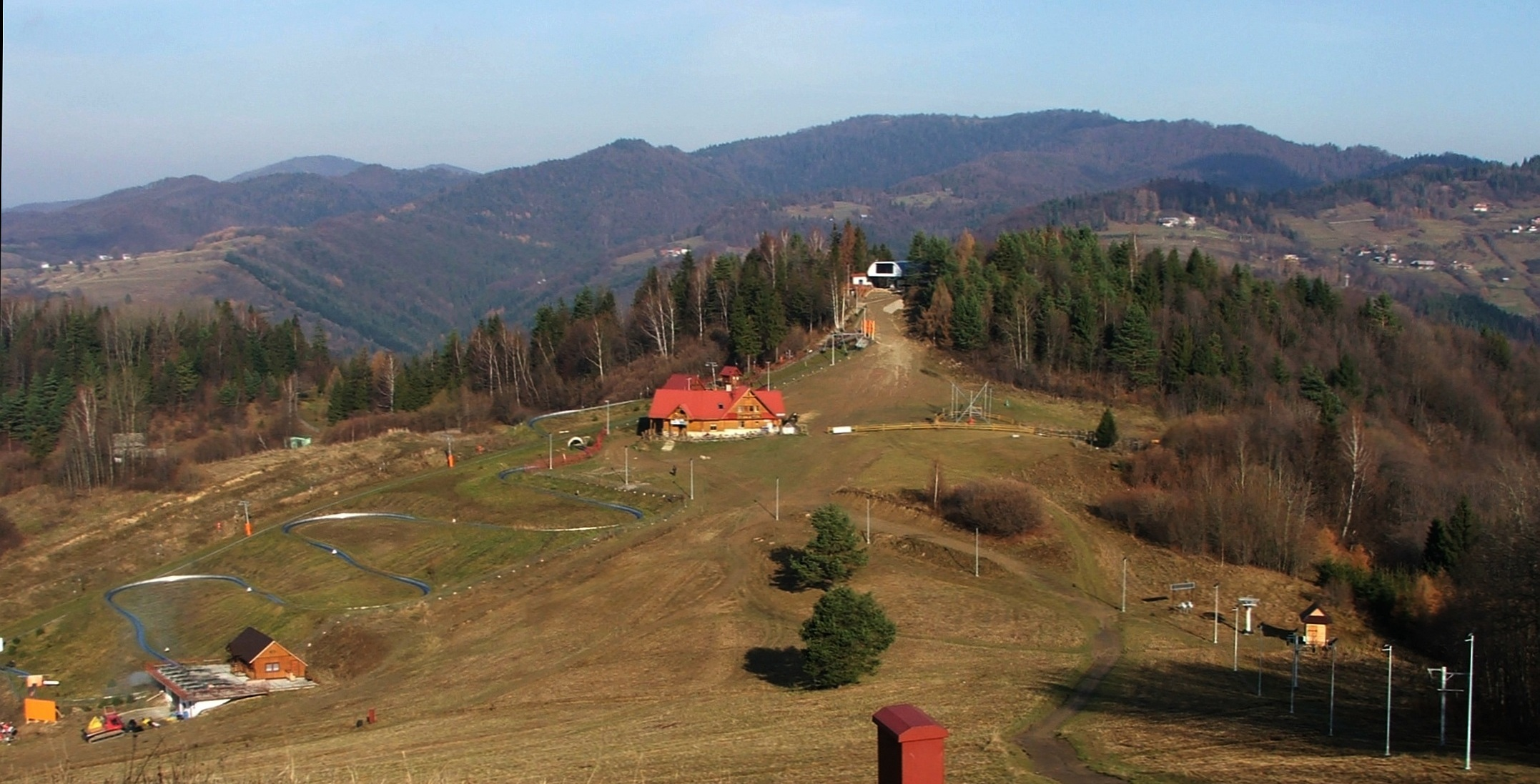
Lesisty masyw Dzwonkówki i Palenica widziane z Szafranówki

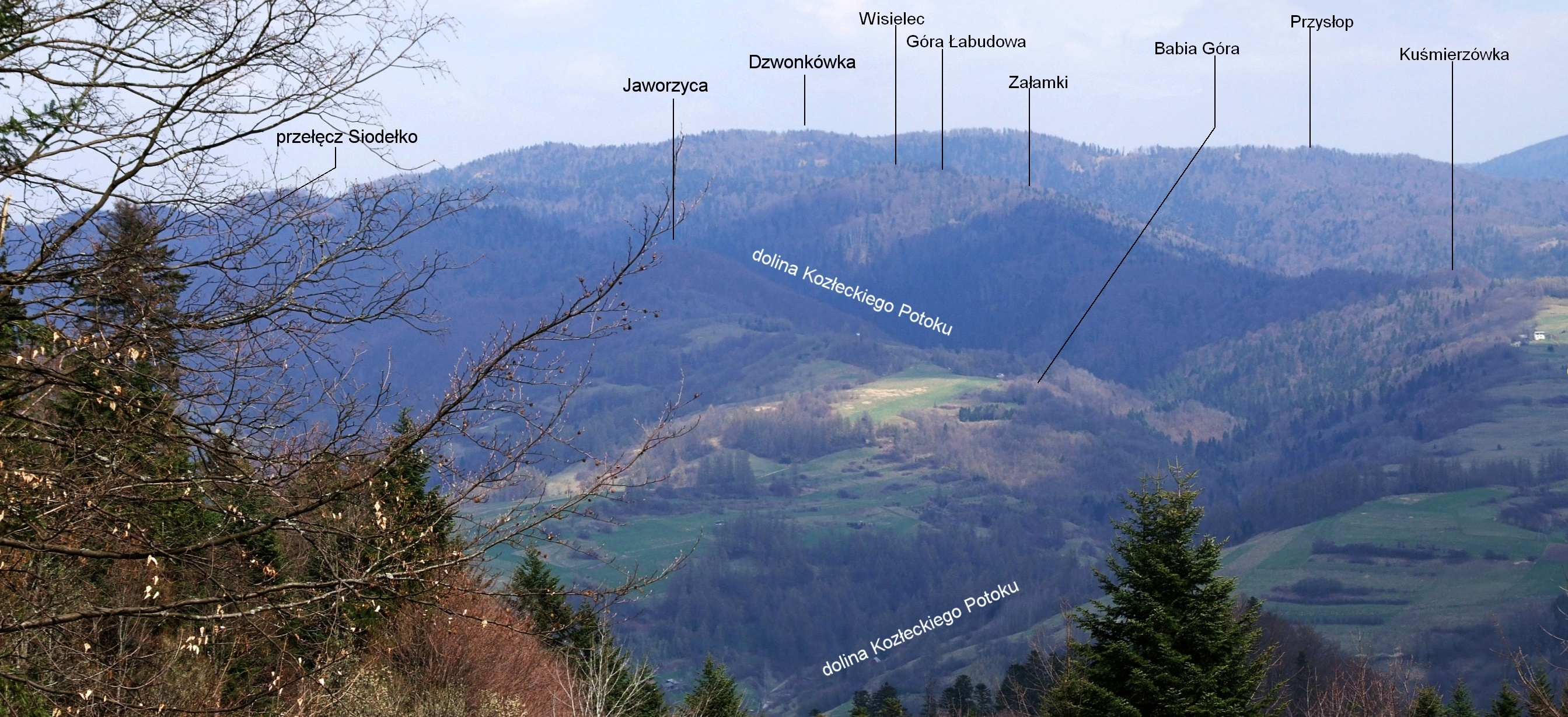
Widok z Kurnikówki

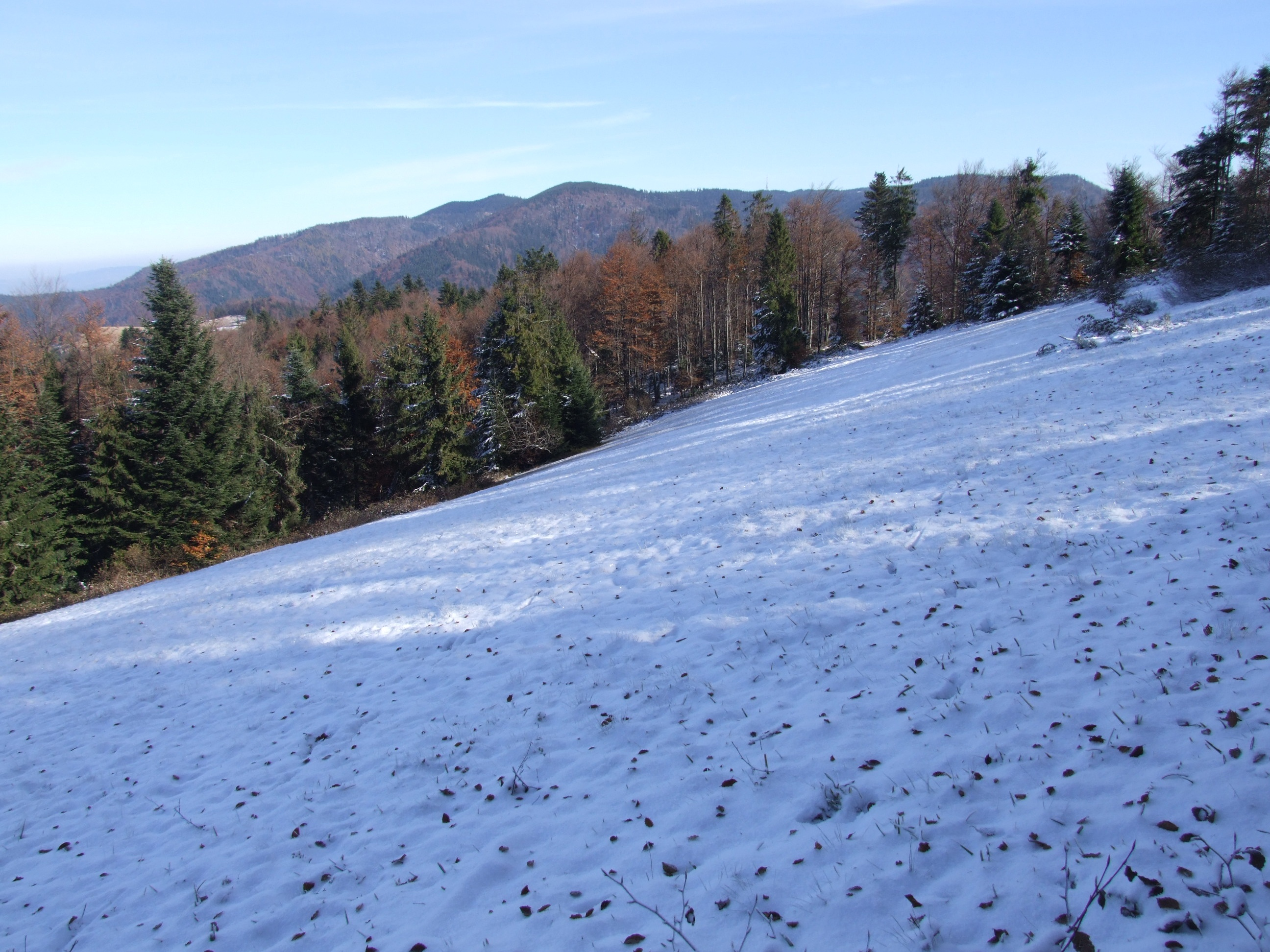
Podwierzchołkowa polana Dzwonkówki i widok na Skałkę

Dzwonkówka (982 m) – masyw górski w grzbiecie głównym Pasma Radziejowej w Beskidzie Sądeckim.

## Topografia
Znajduje się w tym grzbiecie pomiędzy przełęczą Przysłop (832 m) a przełęczą Złotne (782 m). Masyw Dzwonkówki ma postać krótkiego, wyrównanego i w większości zalesionego grzbietu, w którym znajduje się kilka mało wybitnych wierzchołków: 967 m, 982 m, 982 m i około 980 m (w kierunku od zachodu na wschód). Na mapie Geoportalu najbardziej wschodni z nich ma nazwę Przysłop.
Masyw Dzwonkówki tworzy kilka grzbietów:
- północno-zachodni opadający do przełęczy Złotne
- zachodni z wierzchołkami Groń (803 m) i Góra Stajkowa (706 m)
- południowy z wierzchołkami Wisielec (873 m), Kuśmierzówka (705 m), Biała Góra (681 m), Góra Ciżowa (649 m)
- wschodni do Przysłopu
- północno-wschodni z kulminacją Kramarzówki (814 m).

Na szczycie Dzwonkówki spotykają się granice trzech miejscowości i dwóch powiatów: Obidza (stoki północne, powiat nowosądecki) oraz Krościenko nad Dunajcem (stoki południowo-zachodnie) i Szczawnica (stoki południowo-wschodnie) w powiecie nowotarskim. Z masywu Dzwonkówki spływają potoki: Podlipowiec, Potok Zagórski, Zakijowski, Skotnicki, Za Uboczą, Czarny Potok, Sopotnicki, Obidzki Potok, Jaworowy Potok.

## Opis szczytu
Nazwa Dzwonkówka kojarzy się z dawnym pasterstwem (owce i krowy nosiły na szyjach dzwonki). W masywie Dzwonkówki znajduje się kilka polan będących pozostałością po dawnym pasterstwie. Dawniej polan było więcej, lecz już zarosły lasem, pozostałe stopniowo zarastają. Jest także jeden dawny cmentarz. Pod szczytem Dzwonkówki, na polance, na której zbiegają się granice lasów Krościenka, Jazowska i Szczawnicy, chowano samobójców. Na miejscu tym, obecnie nazywanym Wisielcami, chowano ich bez krzyża, jedynie granice pochówków zaznaczone są trzema kopcami kamieni.
Od północnej strony wysoko na stokach Dzwonkówki znajduje się należące do Obidzy osiedle Złotne, na południowych i wschodnich stokach dość wysoko podchodzą pola i zabudowania miejscowości Krościenko nad Dunajcem i Szczawnica. Poniżej Bereśnika znajduje się bacówka pod Bereśnikiem. Dzwonkówka jest też węzłem szlaków turystycznych.

## Szlaki turystyczne
pieszy szlak czerwony (Główny Szlak Beskidzki:)
- z Krościenka 2 h
- z Prehyby 2 h

 pieszy szlak żółty:
- ze Szczawnicy 2:05 h
- z Jaworzynki 1.15 h, z Łącka 3:20 h